# Koncerz
Il koncerz (Končiaras in lingua lituana) era un lungo stocco ad una mano in uso agli ussari alati, il corpo di cavalleria pesante d'élite della Confederazione Polacco-Lituana dal XV al XVII secolo. I modelli tardi abbandonarono la guardia a crociera medievale in favore di una guardia rassomigliante quella della sciabola.

## Storia
Come altre spade da cavalleria sviluppatesi nei Balcani durante il Rinascimento, il koncerz derivò quasi certamente da un'arma dei turchi ottomani. I primi esemplari a figurare negli arsenali polacchi, quasi certamente arrivati in Europa attraverso il Regno d'Ungheria, risalgono al XV secolo ma si tratta ancora di prodotti non pienamente sviluppati. Solo nel XVI secolo l'arma ottenne una sua forma definitiva, divenendo una preziosa risorsa per gli ussari alati della Confederazione Polacco-Lituana.
Il koncerz era arma distintiva del capo-squadra (towarzysz) tra i ranghi degli ussari alati. Il fodero dell'arma era infilato in un'apposita sacca sotto alla sella, in modo che l'impugnatura spuntasse all'altezza del ginocchio del cavaliere.

## Costruzione
Il koncerz sviluppò da una spada medievale di lunghezza considerevole (circa 1,3 metri), più pesante rispetto ai modelli successivi e mal bilanciata. Entro la fine del XVI secolo il koncerz aveva raggiunto una lunghezza totale di 1,6 metri (1,4 metri per la lama) ma era ormai un'arma dalle linee molto meglio definite. Atta a colpire solo di punta, era una spada priva di filo con impugnatura storta, onde permettere la piena estensione del braccio del cavaliere che la brandiva. La sezione triangolare o quadrangolare della lama ne aumentava la resistenza all'urto, trasformandola in uno spiedo capace di perforare la corazza del nemico. Come la maggior parte delle armi dell'Europa Orientale, il koncerz era riccamente decorata da incisioni e pietre preziose, l'impugnatura ed il fodero realizzati in avorio o legno pregiato ornato di tarsie ecc.

## Utilizzo
Rispetto allo stocco sviluppato in Europa Occidentale a partire dal modello della spada a due mani e della spada bastarda, il koncerz era arma espressamente sviluppata per i bisogni del guerriero montato in setta. L'evidente mancanza del ricasso e l'impugnatura ricurva, con para-mano, derivata dalla szabla, ne fanno un tipo di spada perfettamente utilizzabile con una sola mano, nonostante le notevoli dimensioni della lama.
In buona sostanza, il koncerz, impugnato da un ussaro alato in sella, era utilizzato più come una lancia che come una spada vera e propria. La notevole lunghezza della lama, congiuntamente alle dimensioni non enormi dei cavalli in uso agli husaria, ne faceva l'arma ideale per infilzare i nemici disarcionati o i fantaccini che tentavano di circondare il cavaliere in sella.

### Fonti
- Beauplan, Guillaume le Vasseur: de (1660), Description d'Ukraine, qui sont plusieurs prouinces du royaume de Pologne. Contenues depuis les confins de la Moscouie, iusques aux limites de la Transilvanie. Ensemble leurs moevrs, fançons de viures, & de faire la Guerre. Par le Sieur de Beavplan, Rouen .

### Studi
- Kwaśniewicz, Włodzimierz (2003), Leksykon broni białej i miotającej, Dom Wydawniczy Bellona, Varsavia.
- Stefańska, Zofia (1968), Muzeum Wojska Polskiego w Warszawie, Katalog zbiorów wiek XVII, Varsavia, s. 36.
- Żygulski, Zdzisław (2000) [e] Michał Gradowski, Słownik uzbrojenia historycznego, Wydawnictwo Naukowe PWN, Varsavia, ISBN 83-01-12390-7.
- Żygulski, Zdzisław (1975), Broń w dawnej Polsce, Varsavia, s. 272.